# Omloop Het Nieuwsblad

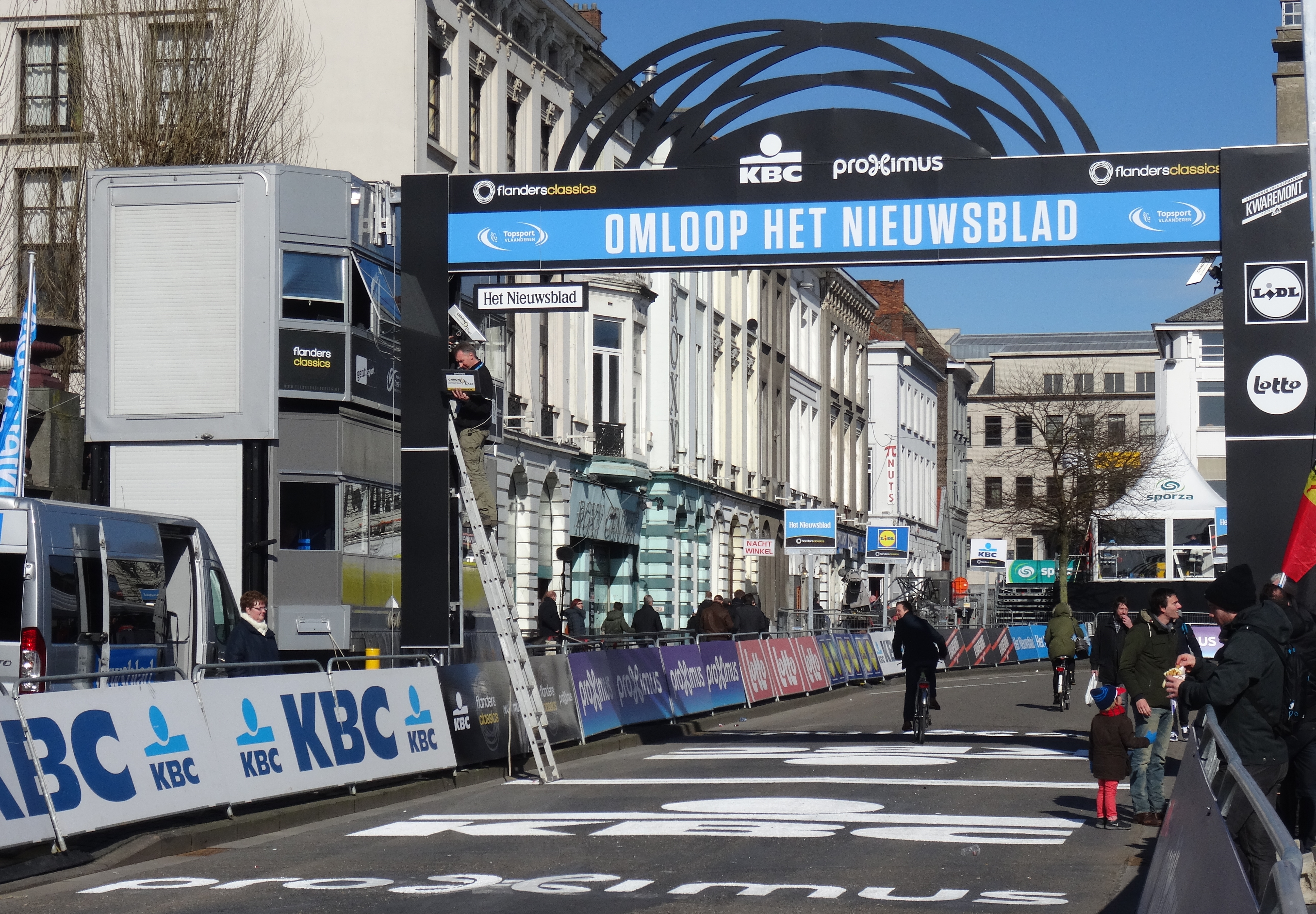
Zielbereich des Omloop Het Nieuwsblad 2015 in Gent

Der Omloop Het Nieuwsblad, gegründet als Omloop van Vlaanderen und bis einschließlich 2008 als Omloop Het Volk benannt, ist ein Straßenradrennen in der belgischen Provinz Ostflandern. Das Eintagesrennen stellt die belgische Saisoneröffnung dar und gilt als Halbklassiker. Seit dem Jahr 2017 ist der Omloop Het Nieuwsblad ein Teil der UCI WorldTour.
Das Rennen findet üblicherweise am letzten Samstag im Februar oder am ersten Samstag im März statt. Charakteristisch für das Rennen sind das zumeist schlechte Wetter (oft fällt Schnee oder Regen), zahlreiche steile Anstiege und Abschnitte mit Kopfsteinpflaster. Seit dem Jahr 2006 ist auch ein internationales Frauenrennen Teil der Veranstaltung. Im Sommer findet der Omloop Het Nieuwsblad Beloften statt, der bis zur Einführung der Einheitslizenz im Jahr 1995 als Amateurrennen und seither als U23-Rennen der UCI-Kategorien 1.2 bzw. 1.2U gilt.
Mit Ernest Sterckx (1952, 1953, 1956), Joseph Bruyére (1974, 1975, 1980) und Peter Van Petegem (1997, 1998, 2002) konnten drei Fahrer den Omloop Het Nieuwsblad dreimal gewinnen.

## Geschichte

### Hintergrund und Anfänge
Der Omloop Het Nieuwsblad geht auf den Belgier Jérôme Stevens zurück, der als Journalist für die Tageszeitung Het Volk arbeitete. Sein Ziel war es eine Konkurrenz-Veranstaltung zur Flandern-Rundfahrt (Ronde Van Vlaanderen) ins Leben rufen, die von der Tageszeitung Het Nieuwsblad organisiert wurde. Die Flandern-Rundfahrt hatte damals an Ansehen verloren, da sie auch in den Jahren 1940–1944 stattfand und in Kollaboration mit den deutschen Besatzern veranstaltet wurde. Nach der Befreiung Belgiens durch die Alliierten am 4. Februar 1945, wurde die Erstaustragung unter dem Namen „Omloop Het Vlaanderen“ für den 25. März angesetzt. Jérôme Stevens war jedoch unsicher, ob das Rennen tatsächlich stattfinden konnte, da die Alliierten das belgische Straßennetz für Truppenverschiebungen benötigten. Erst wenige Stunden vor dem Start erhielt er die Genehmigung der britischen Armee, die jedoch an strenge Bedingungen geknüpft war. So wurde das Rennen auf speziellen Abschnitten neutralisiert und die Fahrer mussten sich während der gesamten Renndauer am rechten Straßenrand aufhalten, sodass die Militärfahrzeuge ungehindert passieren konnten.
Rund 80 Fahrer gingen bei der Erstaustragung an den Start, die vom Sitz der Zeitschrift Het Volk in Gent über 187 Kilometern zur Kuipke führte. Im Zielsprint setzte sich der erst 20-jährige Belgier Jean Bogaerts durch, der in den Kriegsjahren auf einem Damenrad trainiert hatte und erst ein Jahr zuvor sein erstes Radrennen gefahren war. Die große Beliebtheit der Erstaustragung veranlasste die Zeitschrift Het Nieuwsblad gegen die Konkurrenzveranstaltung vorzugehen, wobei sie besonders die Namensähnlichkeit der Veranstaltungen, die sich nur durch die Bezeichnung „Omloop“ und „Ronde“ unterschieden, störte. Im Zuge der Streitigkeiten wurde der Omloop Het Vlaanderen im Jahr 1947 in Omloop Het Volk umbenannt, wobei die Zeitschrift Het Nieuwsblad über das Rennen nur unter dem Namen Gent-Gent berichtete, um eine noch deutlichere Abgrenzung aufzuzeigen.

### Omloop Het Volk (1947–2008)

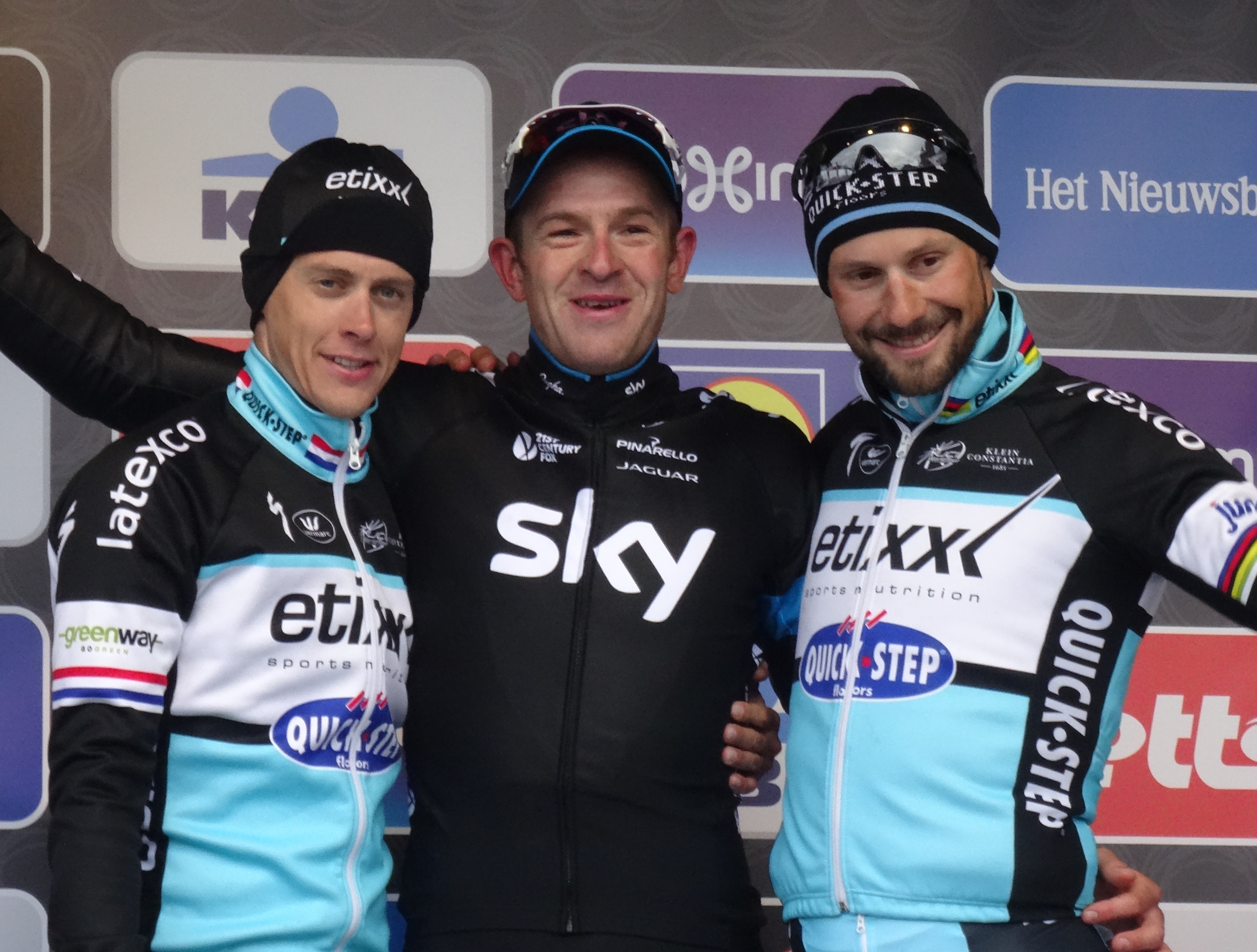
Siegerpodest 2015 (v. l. n. r.): Niki Terpstra, Ian Stannard und Tom Boonen

Während sich der Name auf Omloop Het Volk geändert hatte, blieb die Streckenführung bis ins Jahr 1949 großteils unverändert. Im Zuge der sechsten Austragung im Jahr 1950 führte das Rennen jedoch erstmals in die Flämischen Ardennen wo neben anderen kurzen Anstiegen auch die Mauer von Geraardsbergen und der Bosberg befahren wurden. Als Start- und Zielort diente weiterhin Gent, sodass das Peloton die als „Hellingen“ bezeichneten kurzen Steigungen etliche Kilometer vor dem Zielstrich passierte. In den Jahren 1957–1959 bildete der Omloop Het Volk gemeinsam mit dem Radrennen Gent–Wevelgem die „Trofee van Vlaanderen“, die im Rahmen von zwei Tagen ausgetragen wurde. Der Omloop Het Volk wurde als erstes Befahren und führte auf veränderter Streckenführung von Wevelgem nach Gent, ehe tags drauf von Gent zurück nach Wevelgem ging. Nachdem die beiden Rennen im Jahr 1960 wieder getrennt voneinander stattfanden, kehrte auch der Start des Omloop Het Volk nach Gent zurück. In den nachfolgenden Jahren sollte sich die Streckenführung nur geringfügig ändern, wobei sich der Zielstrich in den Jahren 1982 und 1996–2007 in Lokeren befand.
Unter dem Namen Omloop Het Volk gewann das Rennen nach und nach an Bedeutung und lockte mehr und mehr internationale Fahrer an. Der erste ausländische Sieger war der Ire Seamus Elliott, der sich im Jahr 1966 in die Siegerliste eintrug. Im Jahr 1984 wurde das Rennen in die „Super Prestige Pernod“-Wertung aufgenommen und galt somit zu den wichtigsten Veranstaltungen des Radsportkalenders. In die nachfolgenden Serien des Rad-Weltcups und der UCI ProTour wurde der Omloop Het Volk nicht aufgenommen und galt ab dem Jahr 1996 als Rennen der 1.1 Kategorie, ehe er ab dem Jahr 2005 in die 1. HC-Kategorie aufstieg.
Zwischen 1947 und 2008 fand das Rennen dreimal nicht statt. Im Jahr 1960 wurde der Omloop Het Volk aus Protest abgesagt, da sich die Organisation von dem Radsportweltverband (UCI) bezüglich des Rennkalenders ungerecht behandelt fühlte. In den Jahren 2004 und 1986 waren die Straßen aufgrund von Schnee nicht befahrbar, was ebenfalls eine Absage zur Folge hatte. 1955, 1974 und 1988 war das Frühjahresrennen ebenfalls von Schneefall betroffen, konnte jedoch dennoch eine sichere Durchführung gewährleisten. Das Rennen von 1971 war wegen Schneefalls um drei Wochen verschoben worden, doch just am Renntag setzte Tauwetter ein.

### Omloop Het Nieuwsblad (2009-heute)
Im Jahr 2009 erhielt das Rennen einen neuen Namen, da die Zeitschrift Het Volk von der Zeitschrift Het Nieuwsblad übernommen worden war. Somit wurden die Ronde van Vlaanderen und der als Omloop van Vlaanderen gegründete Omloop Het Nieuwsblad erstmals von derselben Zeitschrift geleitet. Nur ein Jahr später übernahm die von Wouter Vandenhaute gegründeten Flanders Classics die Organisation der beiden Rennen. Die Strecke wurde von diesen Veränderungen anfangs nicht beeinflusst und hielt an Gent als Start- und Zielort fest. Als Schlussanstieg diente der Molenberg, der rund 35 Kilometer vor dem Ziel überquert wurde, ehe es über mehrere Kopfsteinpflasterstraßen flach in Richtung Ziel ging. Im Jahr 2012 änderte die Flandern-Rundfahrt ihre Streckenführung und hielt ihr Finale nicht mehr auf der Mauer von Geraardsbergen und dem Bosberg ab. Dies ermöglichte dem Omloop Het Nieuwsblad zu seinen anfänglichen Anstiegen zurückzukehren und so kam es bei der 73. Austragung im Jahr 2018 zu der bislang größten Streckenveränderung des Rennens. Während Gent weiterhin als Startort diente, ging das Rennen nun in Ninove zu Ende und übernahm somit das Finale der Flandern-Rundfahrt. Die letzten beiden Anstiege des Rennens erfolgen nun rund 17 und 13 Kilometer vor dem Ziel, was sich stark auf die Rennverläufe auswirkte. Seit dem Jahr 2017 ist der Omloop Het Nieuwsblad Teil der 2011 gegründeten UCI WorldTour, die als wichtigste Rennserie im Straßenradsport gilt.
2019 ging das Peloton der Frauen zehn Minuten nach dem Feld der Männer an den Start. Die Schweizer Radrennfahrerin Nicole Hanselmann konnte sich absetzen und erreichte schließlich das Ende des Männerfeldes, woraufhin die Rennleitung sie und das gesamte Frauenrennen anhielt, damit sich die beiden Rennen nicht vermischten. Diese Entscheidung der Rennleitung stieß in der Öffentlichkeit auf ein gemischtes Echo. Hanselmann durfte anschließend mit Vorsprung starten, ihre Verfolgerinnen holten sie dieses Mal aber rasch ein, zogen vorbei und reichten sie bis auf Platz 74 durch.

## Strecke

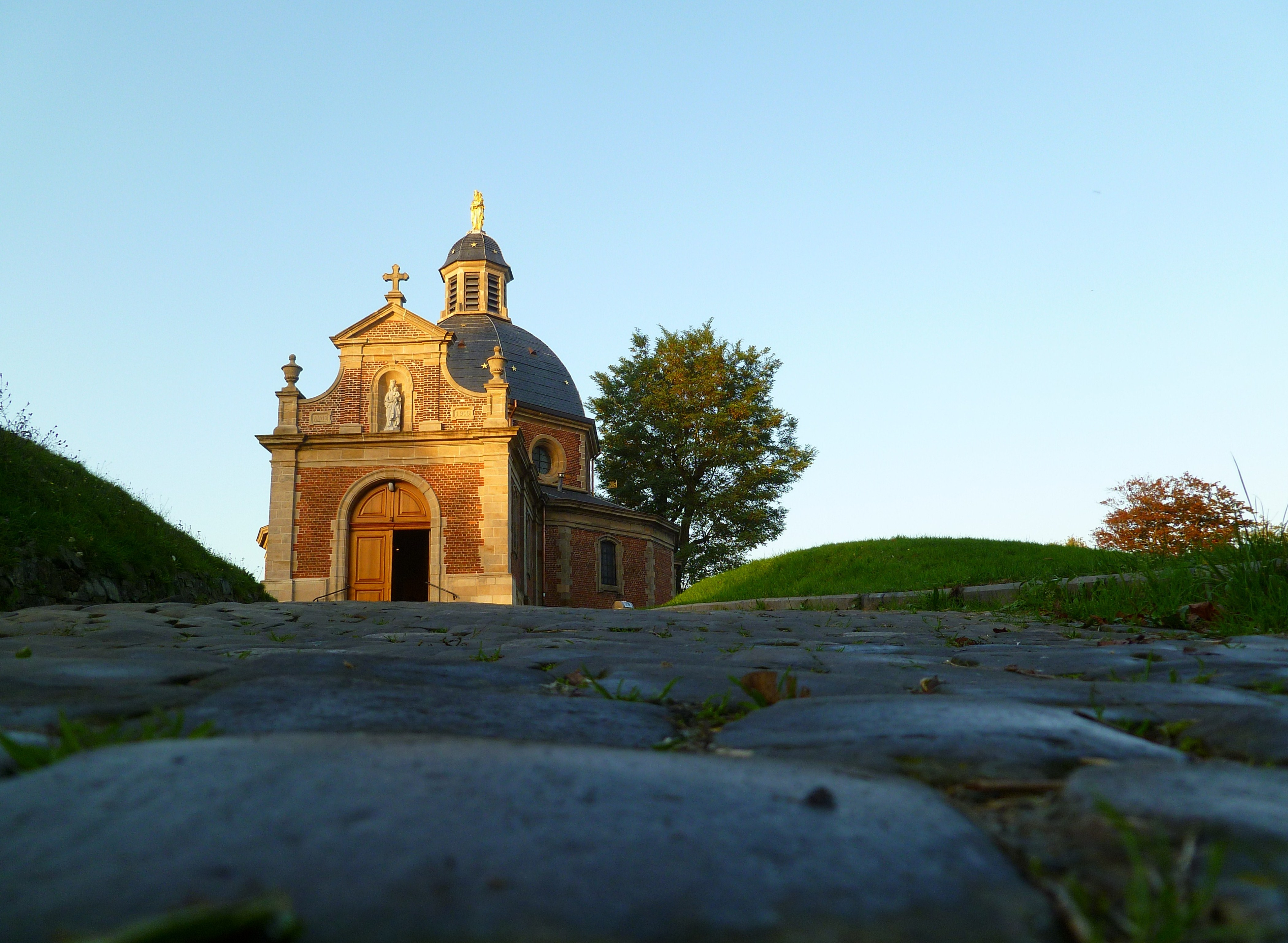
Mauer von Geraardsbergen

Die Strecke des Omloop Het Nieuwsblad hat sich im Laufe der Jahre immer wieder verändert. Während die Erstaustragung unter dem Namen Omloop van Vlaanderen auf flachen Straßen ausgetragen wurde, ist das Rennen heute für seine kurzen und steilen Anstiege (Hellingen) und Kopfsteinpflasterstraßen (Kasseien) bekannt. Die bekannten Steigungen des Rennens befinden sich in den Flämischen Ardennen, die erstmals im Jahr 1950 befahren wurden. Unter dem Namen Omloop Het Volk erfolgte damals die erste Befahrung der Mauer von Geraardsbergen im Rahmen eines Radrennens. Als Start- und Zielort diente mit wenigen Ausnahmen die Stadt Gent. Vor der umfangreichen Streckenänderung im Jahr 2018 etablierten sich die Hellingen des Leberg und Molenberg und die Kasseien der Paddestraat, Lippenhovestraat und Lange Munte im Finale des Rennens.
Ab dem Jahr 2018 geht der Omloop Het Nieuwsblad in Ninove zu Ende. Nach dem Start in Gent führt die Strecke in Richtung Süden, ehe nach rund 100 Kilometern die Anstiege in den Flämischen Ardennen beginnen. Das Herzstück der modernen Streckenführung sind die Kopfsteinpflaster-Anstiege der Mauer von Geraardsbergen und des Bosberg, die rund 17 und 13 Kilometer vor dem Ziel überquert werden.

## Palmarès
Elite / Profis
| Jahr | Sieger              | Zweiter                 | Dritter                  |
| ---- | ------------------- | ----------------------- | ------------------------ |
| 1945 | Jean Bogaerts       | Maurice Desimpelaere    | Robert Van Eenaeme       |
| 1946 | André Pieters       | Marcel Rijckaert        | Emmanuel Thoma           |
| 1947 | Albert Sercu        | Emiel Faingnaert        | Achiel Buysse            |
| 1948 | Sylvain Grysolle    | Fausto Coppi            | Marcel Hendrickx         |
| 1949 | André Declerck      | Frans Leenen            | Maurice Mollin           |
| 1950 | André Declerck      | Maurice Meersman        | Albéric Schotte          |
| 1951 | Jean Bogaerts       | Lionel Van Brabant      | Raymond Impanis          |
| 1952 | Ernest Sterckx      | Raymond Impanis         | André Declerck           |
| 1953 | Ernest Sterckx      | Maurice Mollin          | Marcel Rijckaert         |
| 1954 | Karel De Baere      | Roger De Corte          | Jan De Valck             |
| 1955 | Lode Anthonis       | André Rosseel           | André Vlayen             |
| 1956 | Ernest Sterckx      | Albéric Schotte         | Leopold Schaeken         |
| 1957 | Norbert Kerckhove   | Pino Cerami             | Leon Vandaele            |
| 1958 | Jef Planckaert      | Rik Van Looy            | Roger De Corte           |
| 1959 | Seamus Elliott      | Fred De Bruyne          | Théo Dingens             |
| 1961 | Arthur De Cabooter  | Frans Schoubben         | Georges Decraeye         |
| 1962 | Robert De Middeleir | Jean-Baptiste Claes     | Roger De Coninck         |
| 1963 | René Van Meenen     | Ludo Janssens           | Jean-Baptiste Claes      |
| 1964 | Frans Melckenbeeck  | Arthur De Cabooter      | Yvo Molenaers            |
| 1965 | Noël De Pauw        | Marcel Vanden Bogaert   | Jos van der Vleuten      |
| 1966 | Jo de Roo           | Walter Godefroot        | Eddy Merckx              |
| 1967 | Willy Vekemans      | Joseph Spruyt           | Edward Sels              |
| 1968 | Herman Van Springel | Rolf Wolfshohl          | Bernard Van De Kerckhove |
| 1969 | Roger De Vlaeminck  | Daniel Van Ryckeghem    | Valère Van Sweevelt      |
| 1970 | Frans Verbeeck      | Roger Rosiers           | André Dierickx           |
| 1971 | Eddy Merckx         | Roger Rosiers           | Noël Van Tyghem          |
| 1972 | Frans Verbeeck      | André Dierickx          | Eddy Merckx              |
| 1973 | Eddy Merckx         | Roger De Vlaeminck      | Albert Van Vlierberghe   |
| 1974 | Joseph Bruyère      | Patrick Sercu           | Rik Van Linden           |
| 1975 | Joseph Bruyère      | Patrick Sercu           | José De Cauwer           |
| 1976 | Willem Peeters      | Hennie Kuiper           | Patrick Sercu            |
| 1977 | Freddy Maertens     | Jan Raas                | Ludo Peeters             |
| 1978 | Freddy Maertens     | Alfons van Katwijk      | Jan Raas                 |
| 1979 | Roger De Vlaeminck  | Jan Raas                | Frank Hoste              |
| 1980 | Joseph Bruyère      | Walter Planckaert       | Sean Kelly               |
| 1981 | Jan Raas            | Gilbert Duclos-Lassalle | Jean-Luc Vandenbroucke   |
| 1982 | Alfons De Wolf      | Graham Jones            | Sean Kelly               |
| 1983 | Alfons De Wolf      | Jan Raas                | Luc Colijn               |
| 1984 | Eddy Planckaert     | Jean-Luc Vandenbroucke  | Ludo Peeters             |
| 1985 | Eddy Planckaert     | Jacques Hanegraaf       | Jozef Lieckens           |
| 1987 | Teun van Vliet      | Steven Rooks            | Jan Goessens             |
| 1988 | Ronny Van Holen     | Johan Lammerts          | John Talen               |
| 1989 | Etienne De Wilde    | Sean Kelly              | Remig Stumpf             |
| 1990 | Johan Capiot        | Edwig Van Hooydonck     | Etienne De Wilde         |
| 1991 | Andreas Kappes      | Carlo Bomans            | Edwig Van Hooydonck      |
| 1992 | Johan Capiot        | Peter Pieters           | Eric Vanderaerden        |
| 1993 | Wilfried Nelissen   | Olaf Ludwig             | Eric Vanderaerden        |
| 1994 | Wilfried Nelissen   | Frédéric Moncassin      | Andreas Kappes           |
| 1995 | Franco Ballerini    | Edwig Van Hooydonck     | Andreï Tchmil            |
| 1996 | Tom Steels          | Hendrik Redant          | Olaf Ludwig              |
| 1997 | Peter Van Petegem   | Tom Steels              | Johan Capiot             |
| 1998 | Peter Van Petegem   | Gianluca Bortolami      | Andreï Tchmil            |
| 1999 | Frank Vandenbroucke | Wilfried Peeters        | Tom Steels               |
| 2000 | Johan Museeuw       | Steffen Wesemann        | Servais Knaven           |
| 2001 | Michele Bartoli     | Hendrik Van Dijck       | Matthé Pronk             |
| 2002 | Peter Van Petegem   | Frank Høj               | Michel Vanhaecke         |
| 2003 | Johan Museeuw       | Max van Heeswijk        | Paolo Bettini            |
| 2005 | Nick Nuyens         | Tom Boonen              | Steven de Jongh          |
| 2006 | Philippe Gilbert    | Bert De Waele           | Léon van Bon             |
| 2007 | Filippo Pozzato     | Juan Antonio Flecha     | Tom Boonen               |
| 2008 | Philippe Gilbert    | Nick Nuyens             | Thor Hushovd             |
| 2009 | Thor Hushovd        | Kevyn Ista              | Juan Antonio Flecha      |
| 2010 | Juan Antonio Flecha | Heinrich Haussler       | Tyler Farrar             |
| 2011 | Sebastian Langeveld | Juan Antonio Flecha     | Mathew Hayman            |
| 2012 | Sep Vanmarcke       | Tom Boonen              | Juan Antonio Flecha      |
| 2013 | Luca Paolini        | Stijn Vandenbergh       | Sven Vandousselaere      |
| 2014 | Ian Stannard        | Greg Van Avermaet       | Edvald Boasson Hagen     |
| 2015 | Ian Stannard        | Niki Terpstra           | Tom Boonen               |
| 2016 | Greg Van Avermaet   | Peter Sagan             | Tiesj Benoot             |
| 2017 | Greg Van Avermaet   | Peter Sagan             | Sep Vanmarcke            |
| 2018 | Michael Valgren     | Łukasz Wiśniowski       | Sep Vanmarcke            |
| 2019 | Zdeněk Štybar       | Greg Van Avermaet       | Tim Wellens              |
| 2020 | Jasper Stuyven      | Yves Lampaert           | Søren Kragh Andersen     |
| 2021 | Davide Ballerini    | Jake Stewart            | Sep Vanmarcke            |
| 2022 | Wout van Aert       | Sonny Colbrelli         | Greg Van Avermaet        |
| 2023 | Dylan van Baarle    | Arnaud De Lie           | Christophe Laporte       |
| 2024 | Jan Tratnik         | Nils Politt             | Wout van Aert            |
| 2025 | Søren Wærenskjold   | Paul Magnier            | Jasper Philipsen         |

Omloop Het Nieuwsblad Beloften
- 2023  Gianluca Polletfliet
- 2022  Luca Van Bover
- 2021  Arnaud De Lie
- 2020 nicht ausgetragen
- 2019  Ward Vanhoof
- 2018  Erik Nordsaeter Resell
- 2017  Tanguy Turgis
- 2016  Elias Van Breussegem
- 2015  Floris Gerts
- 2014  Dimitri Claeys
- 2013  Dimitri Claeys
- 2012  Sander Helven
- 2011  Tom Van Asbroeck
- 2010  Jarl Salomein
- 2009  Laurens De Vreese
- 2008  Joeri Clauwaert
- 2007  Gert Dockx
- 2006  Dominique Cornu
- 2005  Nick Ingels
- 2004  Stijn Vandenbergh
- 2003  Preben Van Hecke
- 2002  Johan Vansummeren
- 2001  Gert Steegmans
- 2000  Gorik Gardeyn
- 1999  Kevin Hulsmans
- 1998  Wesley Huvaere
- 1997  Leif Hoste
- 1996  Steven Van Malderghem
- 1995  Danny In ’t Ven
- 1994  Patrick Ruyloft
- 1993  Mario Liboton
- 1992  Rufin De Smet
- 1991  Stéphane Hennebert
- 1990  Patrick Van Roosbroeck
- 1989  Pascal De Roeck
- 1988  Johnny Dauwe
- 1987  Benny Heylen
- 1986  Peter Roes
- 1985  Marc Sprangers
- 1984  Carlo Bomans
- 1983  Franky Van Oyen
- 1982  Alain Lippens
- 1981  Willem Van Eynde
- 1980  Johny Broers
- 1979  Peter Zijerveld
- 1978  François Caethoven
- 1977  Gérard Mak
- 1976  Jacques Vooys
- 1975  Jean-Luc Vandenbroucke
- 1974  Hans Koot
- 1973  Gerrie Knetemann
- 1972  Freddy Maertens
- 1971 nicht ausgetragen
- 1970  Frans Verhaegen
- 1969  Emile Cambré
- 1968  Joseph Schoeters
- 1967  Pol Mahieu
- 1966  Marcel Maes
- 1965  Robert Legein
- 1964  Hubert Criel
- 1963  Jozef Timmerman
- 1962  Léon Lenaerts
- 1961  Emiel Verbiest
- 1960 nicht ausgetragen
- 1959  Willy Declercq
- 1958  Lucien Stevens
- 1957  A. Auwers
- 1956  Gustaaf De Smet
- 1955  Gabriel Borra
- 1954  Piet de Jongh
- 1953  Rik Van Looy
- 1952  Gilbert Van de Wiele
- 1951  R. Vercaemer
- 1950  Georges Vermeersch

Junioren
- 2010  Dylan Teuns
- 2009  Bob Schoonbroodt
- 2008  Wouter Haan
- 2007  Kirill Posdnjakow
- 2006  Evaldas Šiškevičius
- 2005  Klaas Lodewyck
- 2004  Wim Van Hoolst
- 2003  Jan Bakelants
- 2002  Joost van Leijen
- 2001  Artūrs Ansons
- 2000  Peter Möhlmann